# 上党八音会
上党八音会是流传于山西省东南部的长治市、晋城市的一种民间吹打乐。
使用鼓、锣、钹、笙、箫、笛、管等八种乐器，故名八音会。又因为长治市、晋城市都为古上党郡的辖地，所以被叫做上党八音会。